# Bernd Kielhöfer
Bernd Kielhöfer (* 13. Mai 1938 in Trier; † 30. August 2018 in Berlin) war ein deutscher Romanist und Sprachwissenschaftler.

## Leben und Werk
Kielhöfer studierte nach dem Abitur (Trier 1958) Deutsch, Französisch und Italienisch in Tübingen und Saarbrücken, schloss dort 1963 ab und war bis 1965 Gymnasiallehrer in Trier. Nach fünfjährigem Universitätslektorat zuerst in Algier, ab 1967 an der Universität Paris X (Nanterre), wo er 1972 mit der Arbeit Alfred Döblin à Berlin: 1918–1933 (Betreuer: Pierre-Paul Sagave) promoviert (Doctorat du 3e Cycle) wurde, war er von 1970 bis 1974 Studienrat im Hochschuldienst an der Universität Regensburg. Nach dem Tod von Ludwig Söll wechselte er als Akademischer Rat an die Universität Göttingen und habilitierte sich dort 1978. Von 1978 bis 2003 war er Professor an der FU Berlin. Er war Mitherausgeber der Reihe Romanistische Arbeitshefte.

## Werke (Auswahl)
- Fehlerlinguistik des Fremdsprachenerwerbs. Linguistische, lernpsychologische und didaktische Analyse von Französischfehlern. Scriptor, Kronberg 1975, 1980.
- (mit Wolfgang Börner) Lernersprache Französisch. Psycholinguistische Analyse des Fremdsprachenerwerbs. Niemeyer, Tübingen 1979.
- (mit Sylvie Jonekeit) Zweisprachige Kindererziehung. Stauffenburg, Tübingen 1983. 10. Auflage 1998.
  - (französisch) Education bilingue. Stauffenburg, Tübingen 1985. 2. Auflage 1994.